# Paul Vincent Donovan
Paul Vincent Donovan  (* 1. September  1924 in Bernard, Iowa; † 27. April 2011) war ein US-amerikanischer Geistlicher und katholischer Bischof von Kalamazoo.

## Leben
Paul Vincent Donovan empfing am 20. Mai 1950 die Priesterweihe für das Bistum Lansing. Er war zwei Jahrzehnte in der Seelsorge tätig, unter anderem in den Pfarrgemeinden Our Lady of Fatima bei Jackson and St. Agnes in Flint.
Papst Paul VI. ernannte ihn am 15. Juni 1971 zum ersten Bischof von Kalamazoo. Der Erzbischof von Detroit, John Francis Kardinal Dearden, spendete ihm am 21. Juli desselben Jahres die Bischofsweihe; Mitkonsekratoren waren Alexander Mieceslaus Zaleski, Bischof von Lansing, und Michael Joseph Green, Bischof von Reno.
Am 22. November 1994 nahm Papst Johannes Paul II. seinen Rücktritt an.